# レーシャ・ウクライーンカ博物館

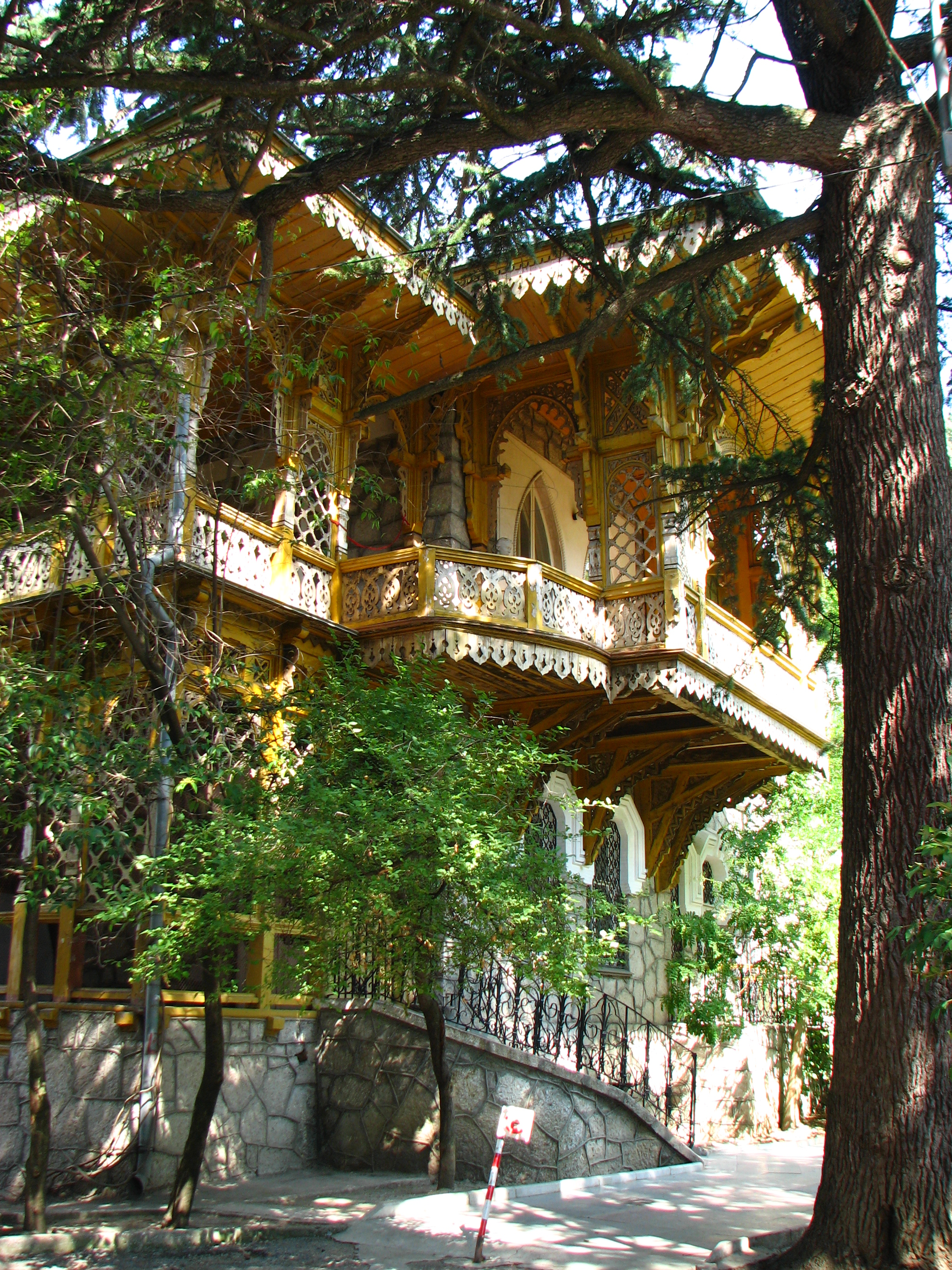

レーシャ・ウクライーンカ博物館（レーシャ・ウクライーンカはくぶつかん、宇: Музей Лесі Українки）は、クリミアのヤルタにある作家レーシャ・ウクライーンカを記念する博物館である。
博物館の建物は、ヤルタのカテリニンスカ通り8番地にあるリシチンスキーのダーチャである。
この建物は、1884年から1885年にかけて建築家プラトン・テレベニエフによって建てられた。海のすぐ近くに位置するこの質素なダーチャは、そこで2年間過ごしたレーシャ・ウクライーンカにとって魅力的だったとされる。
彼女はダーチャにレッスンを受けに来た生徒のレオニ・ラズーモフの家族と温かい関係を維持した。また、彼女が市の閲覧室にウクライナの本を補充することに気を配ったことも知られており、たとえば、彼女は母親に、タラス・シェフチェンコの著書『コブザール』を図書館に送ってほしいと頼んだ。
博物館の設立に着手したグループは、詩人の生誕100周年を目指して1970年代に結成された。ヤルタ出身の知識人、歴史家、芸術家だけでなく、エフゲニー・ヴァシリオヴィチ・プロニュク率いるキーウの詩人の作品の愛読者も参加した。このようにして工事が始まり、1980年代後半にはヤルタの地元の習慣に関する博物館のセクションと、革命前のロシアとウクライナ文化の展示博物館が開設された。
1991年には「レッシア、ウクライナ、クリミア」展が開催され、その後1993年に博物館は修復された。
2011年2月に、ウクライナ最高議会は政府に対し、博物館の修復を確実にするための措置を講じるよう勧告した。2014年のロシアによるクリミアの併合の際は、博物館は「修理」のため閉鎖した。再開後は、ヤルタ歴史文学博物館の一部として機能し、19世紀のヤルタの文学、音楽、芸術、哲学的生活が紹介されました。レッシア・ウクライナを中心に、レフ・トルストイやフョードル・シャリアピンなどの他のアーティストの展示も始めた。

## 展示
博物館のロビーは歴史的および文化的な背景に特化している。その後、異なるスタイルの3つの部屋が続く。まずは、19世紀のヤルタのリゾートの典型的な社交室で、ウクライナの雑誌、特にレーシャ・ウクライナカの作品に加えて、19世紀から20世紀初頭の他のウクライナ人作家についても論じられている。そして、「古代」の部屋は、レーシャ・ウクライナカがクリミアで取り組んだ古代タウリカの精神を生き生きと感じられる、文章に織り込んだ古代タウリカの精神を再現している。

## 脚註